# Korvpalli I. liiga
La Korvpalli I. liiga è il secondo livello del campionato estone di pallacanestro.